# Mukachevo
Mukachevo (tiếng Ukraina: Мукачево) là một thành phố của Ukraina. Thành phố này thuộc tỉnh Zakarpattia. Thành phố này có diện tích ? km2, dân số theo điều tra dân số năm 2001 là 82346 người.

## Tên gọi
Vào ngày 23 tháng 5 năm 2017, quốc hội Ukraina chính thức đổi tên thành phố từ tên cũ Mukacheve (Мукачеве) thành Mukachevo (Мукачево), một năm sau khi hội đồng thành phố quyết định đổi tên thành phố.